# Tyranotytan
Tyranotytan (Tyrannotitan chubutensis) – dinozaur opisany po raz pierwszy w 2005 roku przez Fernando E. Novasa, Silvina de Valais, Pata Vickers-Richa i Toma Richa. 
Skamieniałości tego teropoda odkryto 28 km na północ od Paso de Indios w Prowincji Chubut, w Argentynie. Datuje je się na czas od 112.2 do 121 mln lat temu.

## Skamieniałości
Holotyp oznaczony numerem MPEF-PV 1156 obejmuje fragmenty żuchwy, zęby, kręgi okolic grzbietu, żebra, kość ramienną, kość łokciową, fragmenty kości biodrowej, kość udową, kość strzałkową oraz kości lewej stopy. Szacuje się wielkość tego osobnika na około 11,4 m.
Inny materiał (o oznaczeniu MPEF-PV 1157) obejmuje zęby, fragmenty żuchwy, pierwszy kręg szczytowy (dźwigacz), 9 szyjnych, kręgi krzyżowych (7, 10 i 13), żebra, prawą kość udową, fragmenty kości lewej stopy oraz kilka paliczków (kości palców). Okaz ten jest większy od holotypu. Jego kość udowa (140 cm), jest 3 cm krótsza od kości udowej holotypu Giganotosaurus (143 cm), który mierzy około 12,5 m. Szacuje się wielkość tego osobnika na około 12,2 m.

## Budowa
Mimo iż odkryto dość sporo skamieniałości tego teropoda, to wiemy o nim bardzo mało. Nazwa Tyrannotitan chubutensis oznacza olbrzymi tyran z Chubut (tyran- tyran, titan- ogromny; miejsce znalezienia to region Chubut). Był on bardzo bliskim krewnym Giganotosaurus carolinii i  Mapusaurus roseae. Za główną identyfikację tyranotytana w rodzinie Carcharodontosauridae posłużyły jego zęby. Odnalezione szczątki teropoda należały prawdopodobnie do różnych płci. Kości te różnią się jednak w znacznym stopniu, a szczególnie pod względem wielkości, budowy oraz struktury. To świadczyć może o dużym dymorfizmie płciowym tego gatunku. 
Analiza kręgów Tyrannotitan wykazała, iż zwierzę to mogło posiadać kostne wyrostki na plecach. Nie ma na to jednak dowodów, gdyż się one nie zachowały. Podstawa otworu oczodołowego zwierzęcia wcina się pod kątem niemal 90 stopni w kość jugale, co kontrastuje z zaokrągloną podstawą zrekonstruowaną dla Giganotosaurus i zgadza się ze stanem obserwowanym u  Carcharodontosaurus.

## Dane ogólne
Długość: ~12,2 m, 
Wysokość w zadzie: ~3,5-4 m, 
Masa: ~5 t, 
Czas: 112,2-121 Ma, 
Miejsce: Argentyna (Prowincja Chubut)